# بدمزه
«بدمزه» (انگلیسی: Bad Taste) فیلمی در ژانر علمی–تخیلی و کمدی ترسناک به کارگردانی پیتر جکسون است که در سال ۱۹۸۷ منتشر شد.